# Michał Pietraszewski
Michał Pietraszewski, właśc. Michaił Wasiljewicz Butaszewicz-Pietraszewski (ur. 13 listopada 1821, zm. 23 grudnia 1866) – założyciel i działacz Koła Pietraszewskiego. Propagator filozofii materialistycznej i utopijnego socjalizmu, działacz społeczny.
W 1841 został urzędnikiem MSZ w charakterze tłumacza. Wtedy zaczął zbierać ocenzurowane książki, a od 1844 zapraszał ludzi na "koło", gdzie czytano różne zakazane dzieła francuskie. Koło Pietraszewskiego zakończyło działalność w wyniku rewizji przeprowadzonej przez gen. Dubelta w nocy z 22 na 23 kwietnia 1849. Prewencyjnie skazano Pietraszewskiego, podobnie jak pozostałych członków Koła, na śmierć, jednak wyrok zmieniono na dożywotnią katorgę. W 1856 otrzymał amnestię, lecz odrzucił ją, żądając sądowej rewizji swojego procesu. W wyniku konfliktów, w jakie się wdawał po wyjściu na wolność, zesłano go na Syberię, gdzie zmarł w 1866.
Pietraszewski był kontrowersyjną postacią, o której w "Dostojewskim" pisze Stanisław Cat Mackiewicz:
"Ujawnia niepospolite zdolności w wielu dziedzinach i jednocześnie niesłychane dziwactwa. Nosił cylinder nie okrągły, jak wszyscy, lecz czterokątny i płaszcz hiszpański. Idąc po ulicy, znienacka zapalał i puszczał fajerwerki lub rozdawał przechodniom książki. Nosił długie włosy; jego szef zawołał go kiedyś i kazał kategorycznie mu się ostrzyc. Nazajutrz przychodzi Pietraszewski do biura z włosami, jak się zdaje, jeszcze jakoś dłuższymi i od razu melduje się w gabinecie swego szefa: "Ekscelencjo, spełniłem żądanie pańskie, ostrzygłem się" - po czym zdejmuje z głowy ogromną perukę i pokazuje istotnie świeżo ostrzyżone włosy."